# Andrei Anatoljewitsch Krutschinin
Andrei Anatoljewitsch Krutschinin (russisch Андрей Анатольевич Кручинин; * 18. Mai 1978 in Qaraghandy, Kasachische SSR) ist ein ehemaliger russisch-kasachischer Eishockeyspieler.

## Karriere
Andrei Krutschinin begann seine Karriere 1996 bei HK Lada Toljatti. In seiner Debütsaison gewann er mit der Mannschaft die letzte Ausgabe des Europapokal. Beim NHL Entry Draft 1998 wählten ihn die Montréal Canadiens in der siebten Runde an 189. Stelle aus. Seine weiteren Stationen waren ZSK WWS Samara, Molot-Prikamje Perm, HK Awangard Omsk, Neftechimik Nischnekamsk und Chimik Mytischtschi. In der Saison 2008/09 stand Krutschinin wieder bei HK Lada Toljatti unter Vertrag. 2009 kehrte er nach Nischnekamsk zurück. Zur Spielzeit 2010/11 erhielt Krutschinin einen Kontrakt bei Amur Chabarowsk. Im Januar 2012 wechselte er innerhalb der KHL zu Awtomobilist Jekaterinburg.
Im Juli 2012 verließ er Jekaterinburg wieder und wurde von Disel Pensa verpflichtet.

## Erfolge und Auszeichnungen
- 1997 Europapokal-Gewinn mit dem HK Lada Toljatti
- 2005 Russischer Vizemeister mit dem HK Lada Toljatti
- 2006 IIHF-Continental-Cup-Gewinn mit dem HK Lada Toljatti

## KHL-Statistik
(Stand: Ende der Saison 2011/12)